# Drew Starkey
Joseph Andrew Starkey (Asheville, North Carolina, 4 november 1993) is een Amerikaanse acteur. Hij begon zijn carrière met bijrollen in de tienerdrama's Love, Simon en The Hate U Give (beide uit 2018). Hij is vooral gekend door zijn rol als Rafe Cameron in de Netflix-avonturenserie Outer Banks (2020–heden) en zijn hoofdrol als Eugene in Luca Guadagnino's romantische dramafilm Queer (2024).

## Leven
Starkeys familie verhuisde regelmatig binnen het gebied van de Blue Ridge Mountains, maar hij groeide voornamelijk op in Hickory (North Carolina).
Als kind speelde Starkey honkbal en basketbal. Zijn vader, Todd Starkey, is de basketbalcoach van het vrouwenteam van Kent State University. Starkey leerde ook gitaar en piano spelen. Starkey ging naar de St. Stephens High School in Hickory. Hij begon serieus na te denken over een carrière in acteren nadat hij tijdens zijn eerste jaar een dramaklas volgde, die hij omschreef als 'veel Samuel Beckett en shit'.
In 2016 studeerde hij af aan Western Carolina University, waar hij een dubbele bachelor behaalde in Engels en theaterkunst. Na zijn afstuderen verhuisde hij naar Atlanta om zich bij twee vrienden te voegen die een productiebedrijf aan het oprichten waren, en begon hij met audities voor rollen.
Starkey woont in Los Angeles.

## Filmografie

### Film
| Jaar | Titel                  | Rol                             | Notities    |
| ---- | ---------------------- | ------------------------------- | ----------- |
| 2018 | American Animals       | Student                         |             |
| 2018 | Love, Simon            | Garrett Laughlin                | [ 5 ]       |
| 2018 | The Hate U Give        | Brian MacIntosh Jr. (Agent 115) |             |
| 2019 | Just Mercy             | Bewaker                         |             |
| 2020 | The Devil All the Time | Tommy Matson                    |             |
| 2020 | Embattled              | Tanner Van Holt                 |             |
| 2022 | Hellraiser             | Trevor                          | [ 6 ]       |
| 2023 | The Other Zoey         | Zach MacLaren                   | [ 7 ] [ 8 ] |
| 2024 | Queer                  | Eugene Allerton                 | [ 9 ]       |

### Televisie
| Year       | Title                                      | Role                         | Notes                                   |
| ---------- | ------------------------------------------ | ---------------------------- | --------------------------------------- |
| 2017       | Mercy Street                               | Gokkende soldaat             | Aflevering: "Unknown Soldier"           |
| 2017       | Shots Fired                                | Clint Jr.                    | Aflevering: "Hour Four: Truth"          |
| 2017       | Ozark                                      | Jongen                       | Aflevering: "Ruling Days"               |
| 2017       | Dead Silent                                | Ethan Walton                 | Aflevering: "Run for Your Life"         |
| 2017       | Valor                                      | Bobby                        | Aflevering: "Zero Visibility"           |
| 2017       | Good Behavior                              | Agent Bradfield              | Aflevering: "You Could Discover Me"     |
| 2018       | Brockmire                                  | Brad Christie (niet genoemd) | Aflevering: "In the Cellar"             |
| 2018       | Bobcat Goldthwait's Misfits &amp; Monsters | Hunter Robison               | Aflevering: "Better World"              |
| 2018       | The Resident                               | Jonge advocaat               | Aflevering: "About Time"                |
| 2019       | Doom Patrol                                | Tim                          | Aflevering: "Donkey Patrol"             |
| 2019       | Queen Sugar                                | Beau                         | Aflevering: "I No Longer Imagine"       |
| 2019       | Scream: Resurrection                       | Hawkins                      | 4 afleveringen                          |
| 2019       | Dolly Parton's Heartstrings                | Lookout                      | Aflevering: "J.J. Sneed"                |
| 2020       | Limbo                                      | Rodney                       | TV film                                 |
| 2020       | Acting for a Cause                         | Demetrius                    | Aflevering: "A Midsummer Night's Dream" |
| 2020−heden | Outer Banks                                | Rafe Cameron                 | Hoofdrol; 39 afleveringen               |
| 2022       | The Terminal List                          | Junior Alba                  | 4 afleveringen                          |

## Prijzen en nominaties
| Jaar | Prijs                                   | Categorie           | Genomineerd werk | Uitslag     |
| ---- | --------------------------------------- | ------------------- | ---------------- | ----------- |
| 2023 | BreakTudo Awards                        | International Actor | Drew Starkey     | Genomineerd |
| 2024 | North Carolina Film Critics Association | Tall Heel Award     | Queer            | Genomineerd |